# Dødsspringet (film fra 1921)
Dødsspringet er en tysk stumfilm fra 1921 af Karl Grune.

## Medvirkende
- Eugen Klöpfer som Mac Chifford
- Hans Mierendorff som Lawyer Coborn
- Hanni Weisse som Frau Chifford
- Albert Steinrück
- Grit Hegesa som Mortera
- Edgar Klitzsch
- Paul Rehkopf